# Westies

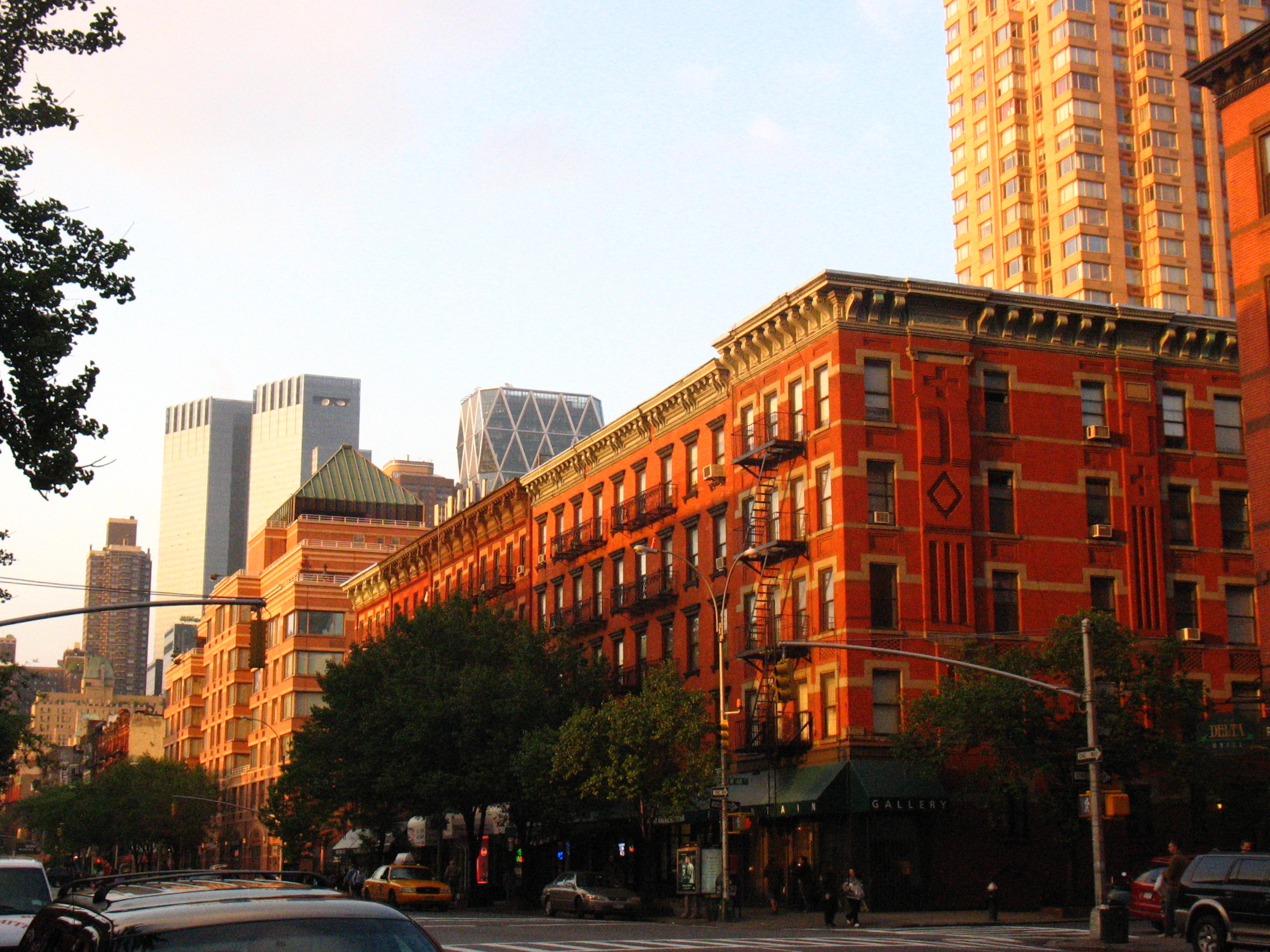
Foto van Hell's Kitchen

De Westies is een groep van overwegend Ierse Amerikanen, georganiseerde misdaadfiguren die actief waren vanuit de Hell's Kitchen, een gedeelte van de West Side van het New Yorkse stadsdeel  Manhattan. Ze waren het invloedrijkst van 1965 tot 1986. De FBI, de NYPD Organized Crime Bureau en andere georganiseerde misdaadexperts geloven dat de Westies tijdens deze periode 60-100 mensen hebben vermoord, wat hen tot een van de meest gevaarlijke misdaadgroepen van New York maakt. 
Ondanks de lange periode van Iers-Amerikaanse georganiseerde misdaad in Hell's Kitchen en de beruchte machtsaccumulatie door de generatie in het midden van de jaren 1960 kregen de Westies deze titel niet voor 1977. Ze kregen deze kwalijke reputatie pas na een detectiveonderzoek datzelfde jaar naar de moord op de woekeraar Charles "Ruby" Stein, die aangesloten was bij de misdaadfamilie Genovese, die tot de Five Families gerekend wordt. 
Volgens misdaadauteur T.J. English telden de Westies nooit meer dan twaalf tot vierentwintig leden, desondanks slaagden de Westies er in om de georganiseerde misdaad op de New Yorkse "West Side" voor meer dan 20 jaar te controleren en werden ze, meer dan de maffia, gevreesd door andere criminelen.
De meest opmerkelijke Westie-figuren waren Michael "Mickey" Spillane, James "Jimmy" Coonan en Francis "Mickey" Featherstone. 

## De Westies vandaag
Vandaag wordt de West Side nog steeds gedomineerd door los met elkaar verbonden afpersers. Maar, net zoals Hell's Kitchen, zijn zij in weinig nog te vergelijken met wat ze eens waren. Minder machtig en gewelddadig, een minder uitgesproken profiel en een toegenomen tolerantie voor andere etnische groepen vormen de belangrijkste verschillen tussen de Westies uit het verleden en de moderne afpersers in Hell's Kitchen.

## Bekende Westies
- Mickey Spillane
- James "Jimmy" Coonan
- Frances "Mickey" Featherstone
- Eddie "the Butcher" Cummiskey
- Kevin Kelly
- Kenny Shannon
- William Bokun
- James McEllroy
- Richie Ryan
- Tommy Collins
- Richard "Mugsy" Ritter
- Patrick Dugan
- Denis Curley
- Tommy Hess
- William "Rabbit" Hall
- Eamon Daly
- James Reilly
- Daniel Kane
- John Coonan, Jr.
- Edward Coonan
- Edward Sullivan
- William "Billie" Beattie
- John "Johnny" Halo
- Bosco "The Yugo" Radonjich
- Brian Bentley
- Hughie Mulligan

## Moorden
- Bobby Lagville
- Jerry Morales
- Mike "the Yugo" Yelovich
- Paddy Dugan
- Charles "Ruby" Stein
- Walter Curtis, vermoord door Eddie Cummiskey
- Rickey Tassiello, vermoord door Jimmy Coonan
- William Walker, vermoord door Jimmy McElroy
- Harold "Whitey" Whitehead, vermoord door Jimmy Coonan
- Henry Diaz
- Tommy Hess, vermoord door Richie Ryan
- Tommy "Butter" Moresco
- Vincent Leone, vermoord door Kevin Kelly
- Michael Holly, vermoord door Billy Bokun